# (31898) 2000 GC1
2000 GC1 (asteroide 31898) é um asteroide da cintura principal. Possui uma excentricidade de 0.08219260 e uma inclinação de 23.87035º.
Este asteroide foi descoberto no dia 2 de abril de 2000 por LINEAR em Socorro.